# Podkapturów
Podkapturów – część wsi Pęczelice w Polsce, położona w województwie świętokrzyskim, w powiecie buskim, w gminie Busko-Zdrój.
W latach 1975–1998 Podkapturów administracyjnie należał do województwa kieleckiego.